# Werner Schmoll

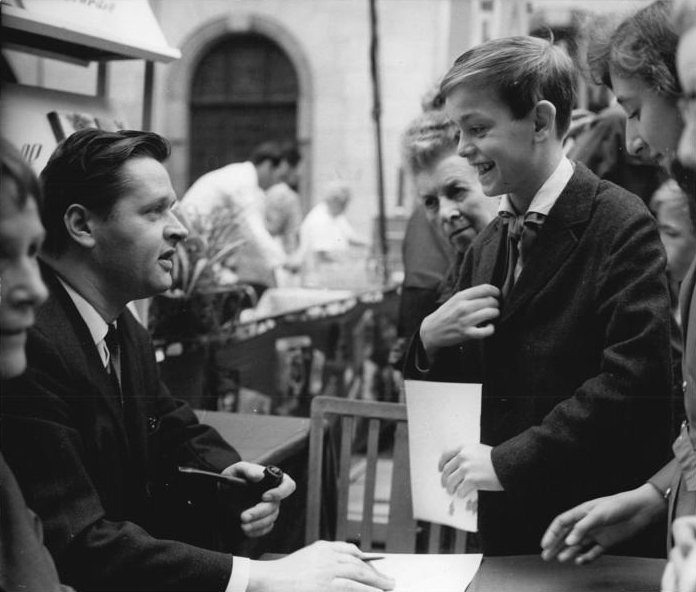
Werner Schmoll auf einem Buchbasar 1967 in Leipzig

Werner Schmoll (* 11. Dezember 1926 in Leipzig; Pseudonym: Jean Taureau; † 14. Dezember 1998 in Berlin) war ein deutscher Schriftsteller.

## Leben
Werner Schmoll war der Sohn eines Tischlers. Von 1941 bis 1943 absolvierte er eine Lehre als Maschinenschlosser. Anschließend wurde er zur Kriegsmarine einberufen und nahm als Soldat am  Zweiten Weltkrieg teil. Von 1946 bis 1950 studierte er Rechtswissenschaften an der Universität Leipzig. Danach war er zeitweise Mitglied der Volkspolizei und Zeitschriftenredakteur. Von 1955 bis 1956 nahm er an einem Kurs des Literaturinstituts „Johannes R. Becher“ in Leipzig teil. Anschließend lebte er als freier Schriftsteller in Leipzig, später in Ost-Berlin.
Werner Schmoll war Verfasser von Romanen, Erzählungen und Jugendbüchern. In seinen ersten beiden Büchern verarbeitete er seine Erfahrungen als Volkspolizist und seine Zeit im Gaskombinat Schwarze Pumpe. Sein erfolgreichster Roman Mit siebzehn ist man noch kein Held zählt zur sogenannten Ankunftsliteratur, einer Strömung der DDR-Literatur der frühen 1960er Jahre. Schmolls späteres Werk besteht vorwiegend aus Jugendbüchern und Kriminalromanen.
Werner Schmoll war seit 1962 Mitglied des Schriftstellerverbandes der DDR. Er erhielt 1963 den Literaturpreis des FDGB sowie den Kunstpreis der Stadt Leipzig.

## Werke
- Gefreiter Ruhland, Berlin-Wilhelmsruh 1960 (= Kleine Erzählerreihe Nr. 7)
- Kiefern und Kühltürme, Berlin 1960
- Mit siebzehn ist man noch kein Held, Halle/Saale 1962
- Die Detektive vom Wenzelsplatz, Berlin 1963
- Löwen, Sultaninen und ein Detektiv, Berlin 1965
- Monsieur bleibt im Schatten, Berlin 1971 (unter dem Namen Jean Taureau, zusammen mit Jürgen Brinkmann)
- Eine Wolke aus Blech oder Meine verrückten Geschichten, Berlin 1973
- Zufällig Stefanie, Berlin 1977
- Der zweite Tod, Berlin 1980 (unter dem Namen Jean Taureau)